# 제36회 세자르상
제36회 세자르상은 2011년 2월 25일에 열린 시상식이다.

## 수상 및 후보

### 작품상
- 신과 인간 - 자비에 보브와 수상
- 하트브레이커 - 파스칼 쇼메유
- 세르주 갱스부르 - 조안 스파
- 맘무스 - 구스타브 드 케르베른 외 1명
- 사랑을 부르는 이름 - 미셸 르클레르크
- 유령 작가 - 로만 폴란스키
- 순회공연 - 마티유 아말릭

### 감독상
- 유령 작가 - 로만 폴란스키 수상
- 순회공연 - 마티유 아말릭
- 카를로스 - 올리비에 아사야스
- 신과 인간 - 자비에 보브와
- 더 크링크 오브 아이스 - 베르뜨랑 블리에

### 남우주연상
- 세르주 갱스부르 - 에릭 엘모스니노 수상
- 맘무스 - 제라르 드빠르디유
- 하트브레이커 - 로망 뒤리스
- 사랑을 부르는 이름 - 자크 검블린
- 신과 인간 - 램버트 윌슨

### 여우주연상
- 사랑을 부르는 이름 - 사라 포레스티에 수상
- Les emotifs anonymes - 이자벨 까레
- 현모양처 - 까뜨린느 드뇌브
- 트리 - 샤를로뜨 갱스부르
- 사라의 열쇠 - 크리스틴 스콧 토마스

### 남우조연상
- 신과 인간 - 미쉘 롱스달 수상
- 빅 픽처 - 닐스 아르스트럽
- 하트브레이커 - 프랑수아 다미앙
- 리틀 화이트 라이스 - 질 를르슈
- 신과 인간 - 올리비에 라보르딘

### 여우조연상
- 더 크링크 오브 아이스 - 앤 알바로 수상
- 리틀 화이트 라이스 - 발레리에 보네톤
- 세르주 갱스부르 - 레티샤 카스타
- 하트브레이커 - 줄리 페리어
- 현모양처 - 카린 비아르

### 신인남우상
- 카를로스 - 에드가 라미레즈 수상
- 버스 펄레이디엄 - 아서 듀퐁
- 몽펭지에 공주 - 그레고이레 레프린스 린구에트
- 리빙 온 러브 얼론 - 피오 마르마이
- 몽펭지에 공주 - 라파엘 페르소나즈

### 신인여우상
- 빛나는 모든 것들 - 레일라 벡티 수상
- 리빙 온 러브 얼론 - 아나이스 드무스티에
- 빛나는 모든 것들 - 오드리 라미
- 벨레 에핀 - 레아 세이두
- 검은 비너스 - Yahima Torres

### 각본상
- 사랑을 부르는 이름 - 미셸 르클레르크 외 1명 수상
- 순회공연 - 마티유 아말릭
- 더 크링크 오브 아이스 - 베르뜨랑 블리에
- 신과 인간 - Etienne Comar 외 1명
- 맘무스 - 구스타브 드 케르베른 외 1명

### 각색상
- 유령 작가 - 로만 폴란스키 외 1명 수상
- 트리 - Julie Bertuccelli
- 몽펭지에 공주 - 진 코스모스 외 2명
- 빅 픽처 - 에릭 라티고
- 현모양처 - 프랑소와 오종

### 촬영상
- 신과 인간 - 카롤린느 샹페띠에 수상
- 순회공연 - 크리스토퍼 보칸
- 유령 작가 - 파웰 에델만
- 몽펭지에 공주 - 브루노 드 케이저
- 세르주 갱스부르 - 귀욤 쉬프먼

### 의상상
- 몽펭지에 공주 - 캐롤라인 드 비베스 수상
- 블랑섹의 기이한 모험 - 올리비에 베리엇
- 현모양처 - 파스칼린 샤반느
- 순회공연 - Alexia Crisp-Jones
- 신과 인간 - 마리엘 로보트

### 음향상
- 세르주 갱스부르 - Daniel Sobrino 외 2명 수상
- 오션스 - Philippe Barbeau 외 2명
- 유령 작가 - Jean-Marie Blondel 외 2명
- 신과 인간 - Vincent Guillon 외 2명
- 순회공연 - Olivier Mauvezin 외 2명

### 편집상
- 유령 작가 - 에르베 드 루즈 수상
- 카를로스 - 뤽 바르니에
- 순회공연 - Annette Dutertre
- 신과 인간 - Marie-Julie Maille
- 세르주 갱스부르 - 마릴린느 몽티유

### 음악상
- 유령 작가 - 알렉상드르 데스플라 수상
- 오션스 - 브뤼노 꿀레
- 트리 - 그레고리 헤젤
- 코코로 - 델피네 만토우렛 외 1명
- 버스 펄레이디엄 - 푸포 포우포드
- 몽펭지에 공주 - 필립 사드

### 미술상
- 블랑섹의 기이한 모험 - 허그즈 티산디어 수상
- 신과 인간 - 미셀 바틀레미
- 몽펭지에 공주 - 기-끌로드 프랑수아
- 유령 작가 - 알브레치 콘라드
- 세르주 갱스부르 - 크리스티앙 마르티

### 단편영화상
- 로고라마 - 프랑소와 알로 외 3명 수상
- Monsieur l'abbe - 블란딘느 르노어
- Petit tailleur - 루이스 가렐
- 세인트 루이스 블루스 - 다이아나 가예
- UNE PUTE ET UN POUSSIN - Clement Michel

### 애니메이션상 - 단편
- 일루저니스트 - 실뱅 쇼메 수상
- 아더와 두 세계의 전쟁 - 뤽 베송
- 더 맨 이즈 더 블루 고디니 - 장-클리스토페 리에
- 로고라마 - 프랑소와 알로 외 3명
- 어 캣 인 파리스 - 쟝-루프 펠리시오리

### 외국어영화상
- 소셜 네트워크 - 데이빗 핀처 수상
- 하트비트 - 자비에 돌란
- 브라이트 스타 - 제인 캠피온
- 불법 - 올리비에 마세-드파스
- 인셉션 - 크리스토퍼 놀란
- 우리가 꿈꾸는 기적: 인빅터스 - 클린트 이스트우드

### 프랑스어영화상
- 세르주 갱스부르 - 조안 스파 수상
- 하트브레이커 - 파스칼 쇼메유
- 라이트 아웃 - 파브리스 고베르
- 턱스 헤드 - 파스칼 엘비
- 빛나는 모든 것들 - 에베르 밈란

### 다큐멘터리상
- 오션스 - 자끄 페렝 수상
- 벤다 빌리리! - 리노드 바렛
- 클리브랜드 대 월스트리트 - 장 스테판 브롱
- 인투 아워 오운 핸즈 - 마리아나 오테로
- 이브 생 로랑 - 피에르 소레톤

## 같이 보기
- 제83회 아카데미상
- 제64회 영국 아카데미 영화상
- 제23회 유럽 영화상